# Mỹ Phú (phường)
Mỹ Phú là một phường thuộc thành phố Cao Lãnh, tỉnh Đồng Tháp, Việt Nam.

## Địa lý
Phường Mỹ Phú nằm ở phía đông thành phố Cao Lãnh, có vị trí địa lý:
- Phía đông giáp huyện Cao Lãnh
- Phía tây giáp Phường 1 và Phường 2
- Phía nam giáp Phường 3
- Phía bắc giáp xã Mỹ Trà.

Phường Mỹ Phú có diện tích 2,68 km², dân số năm 2008 là 7.642 người, mật độ dân số đạt 2.860 người/km².

## Hành chính
Phường Mỹ Phú được chia thành 5 khóm: Mỹ Phú, Mỹ Tây, Mỹ Thuận, Mỹ Thượng, Mỹ Trung.

## Lịch sử
Ngày 30 tháng 11 năm 2004, Chính phủ ban hành Nghị định 194/2004/NĐ-CP về việc thành lập phường Mỹ Phú trên cơ sở 263,70 ha diện tích tự nhiên và 7.490 người của xã Mỹ Trà.
Ngày 16 tháng 1 năm 2007, Chính phủ ban hành Nghị định 10/2007/NĐ-CP về việc thành lập thành phố Cao Lãnh thuộc tỉnh Đồng Tháp. Phường Mỹ Phú trực thuộc thành phố Cao Lãnh.

## Kinh tế - xã hội

### Kinh tế
Trước đây dân cư chủ yếu sinh sống bằng hoạt động sản xuất nông nghiệp và tiểu thủ công nghiệp. Phường Mỹ Phú nằm giáp với con sông Cái Sao Thượng, có nhiều kênh, rạch mang lại nguồn lợi thủy sản đáng kể. Tận dụng địa thế sẵn có, một số hộ dân nơi đây sinh sống bằng nghề nuôi trồng thủy sản. Ngoài ra, khóm Mỹ Thuận còn phát triển làng nghề truyền thống làm mê bồ. Đến nay, do quá trình công nghiệp hóa, hiện đại hóa nên diện tích đất nông nghiệp đã thu hẹp, cơ cấu kinh tế có sự chuyển dịch mạnh mẽ sang phát triển thương mại và dịch vụ. Hoạt động kinh tế chủ yếu tập trung phát triển các loại hình dịch vụ ăn uống, giải trí. Trên địa bàn phường Mỹ Phú có hai khu chợ gồm chợ Nghĩa Trang và chợ Mỹ Trà góp phần phục vụ nhu cầu sinh hoạt và đời sống của người dân ở địa phương. Hiện nay, nhằm tạo điều kiện thuận lợi cho việc mua bán hàng hóa phường đang kêu gọi nhà đầu tư chợ Mỹ Phú để tập trung các hộ mua bán ở chợ Nghĩa Trang vào mua bán.

### Xã hội
Các hoạt động văn hóa, văn nghệ, thể dục thể thao được chính quyền quan tâm thông qua các phong trào “Toàn dân đoàn kết xây dựng đời sống văn hóa ở khu dân cư”, Đại hội thể dục thể thao,... Nhằm duy trì và phát triển các loại hình văn hóa truyền thống của dân tộc, các câu lạc bộ đờn ca tài tử, câu lạc bộ dưỡng sinh, câu lạc bộ ông bà cháu,... cũng được duy trì hoạt động, thu hút đông đảo các thành viên tham gia.
Trên địa bàn phường có ba điểm trường gồm trường Tiểu học Mỹ Phú thành lập năm 1956, đã qua ba lần đổi tên (giai đoạn 1956 – 1975 trường có tên Trường Tiểu học Mỹ Trà, giai đoạn 1975 – 2012 là Trường Tiểu học Mỹ Trà 1, từ năm 2012 đến nay chính thức đổi tên là Trường Tiểu học Mỹ Phú). Trường Mầm non Mỹ Phú được tách ra từ trường Tiểu học Mỹ Phú năm 2011. Trường Trung học phổ thông chuyên Nguyễn Quang Diêu khánh thành và đưa vào sử dụng năm 2011.

## Văn hóa
Tín ngưỡng chủ yếu của người dân nơi đây là thờ cúng ông bà tổ tiên. Tôn giáo chính là đạo Phật. Ngoài ra, còn có các tín đồ theo tôn giáo khác như Công giáo, Tin Lành, Cao Đài,… Cơ sở thờ tự ở phường có một ngôi chùa Linh Bửu Tự và một Miếu Trăm quan. Thông lệ vào các dịp rằm, nơi đây luôn thu hút đông đảo các tín đồ đến dâng hương, cầu phước. Năm 2013, phường Mỹ Phú vinh dự đón nhận bia mộ ông bà tiền hiền Nguyễn Tú về khu công viên Nguyễn Tú tọa lạc tại khóm Mỹ Phú. UBND phường Mỹ Phú tổ chức Lễ giỗ ông bà tiền hiền Nguyễn Tú vào ngày 15 tháng 10 âm lịch hàng năm.
Với những khái quát về vùng đất, con người của phường Mỹ Phú cũng đã gợi lên cái nhìn toàn cảnh về một bức tranh mang những màu sắc hiện đại của nền công nghiệp mới và xu thế hội nhập toàn cầu mà phường Mỹ Phú đang dần tiếp cận.